# Sébastien Harrisson
Pour les articles homonymes, voir Harrisson.
Sébastien Harrisson, né en 1975 à Matane au Québec, est un auteur de théâtre contemporain, directeur artistique, enseignant et metteur en scène québécois.

## Biographie
Sébastien Harrisson écrit sa première pièce à l'âge de 15 ans. Au départ, il joue en tant qu'acteur/comédien amateur. 
Après des études en littérature à l'UQAM, il est admis, à 18 ans, au programme d'écriture dramatique de l’École nationale de théâtre du Canada. Il est diplômé en 1998 et l'année suivante, en 1999, il obtient la prime à la création du Fonds Gratien-Gélinas et la bourse Louise-LaHaye, grâce à sa pièce intitulée Floes. Puis en 2001, il fait ses débuts sur la scène professionnelle : deux de ses pièces, Floes et Titanica, sont créées la même année au Théâtre d'Aujourd'hui et il est invité comme auteur en résidence au sein de ce théâtre.
Pour les enfants, il signe notamment Tara au théâtre de l’océan et Stanislas Walter LeGrand, et Musique pour Rainer Maria Rilke en direction du public adolescent.
Puis de 2008 à 2013, il dirige le Théâtre Bluff, une compagnie de création pour adolescents fondée dans les années 1990. En plus de ses propres textes, il y programme le travail de différents auteurs contemporains, dont Un monde qui s’efface de la poétesse et dramaturge américaine Naomi Wallace qu'il met en scène.
En mai 2013, il participe pour la première fois au Jamais Lu, ce dernier qui couvre sa 12e édition.
En août 2013, il est nommé à la direction artistique de la compagnie Les Deux Mondes, compagnie qui lui permet de concilier ses deux passions : le jeune public et le grand public. Le 23 juin 2022, le conseil d'administration de la compagnie de théâtre Les Deux Mondes annonce la fin de sa collaboration avec Sébastien Harrisson.
Traduit en anglais, en allemand, en flamand et en espagnol, son théâtre est publié par Leméac, Dramaturges Éditeur, Verlag der autoren et Playwrights Canada Press.

## Le Théâtre Bluff

### Missions
Fondé en 1990, il développe et produit de la dramaturgie contemporaine auprès des adolescents et prône un théâtre de création qui mise sur la parole des auteurs contemporains.

### Sous la direction de Sébastien Harrisson
Sébastien Harrisson reprend la direction de ce théâtre, avec un mandat de cinq ans,.

## Théâtre Les Deux Mondes

### Missions
Fondé en 1973, sous le nom de La Marmaille, par Daniel Meilleur, Monique Rioux et France Mercille, la compagnie se dédie à la recherche et à la création contemporaine. Dans les années 90, le théâtre change de nom pour Les Deux Mondes car il veut intégrer deux types de public, réunir le théâtre pour enfants et adultes. Le processus de création est axé sur la recherche et l'expérimentation, les créateurs se rencontrent pour créer des univers poétiques et humanistes.

### Sous la direction de Sébastien Harrisson
En automne 2014, il crée la pièce de l'auteur Philippe Dorin, Dans ma maison de papier, j'ai des poèmes sur le feu, pour les enfants à partir de 7 ans, et joué au Festival Les Coups de Théâtre. Puis, en septembre 2015, il présente une de ses propres pièces, La Cantate intérieure, pour un public adulte et joué au Théâtre des Quat'Sous.

## En France
En 2004, Floes est mise en scène par Christian Rousseau et produit par les Enfants du Paradis, une compagnie de Gironde. Cette année-là, la saison du TNS est ouverte avec Titanica, par Claude Duparfait, et organisera une lecture de la Traite des peaux. La production va ensuite se rendre à Toulouse, Orléans et Paris. S'ensuit la mise en espace, par Olivier Py, d'Un petit renard affolé sur l'épaule du génie au CDN d'Orléans.
Les textes de Sébastien Harrisson sont montés au Québec mais aussi en France. Celui-ci voit une différence, entre ces deux cultures.

## Thèmes d'écriture
Il intègre les sphères de l'intimes et du collectif, le comique et le tragique, la jeunesse et la vieille, l'histoire et l'actualité.

## Distinctions
- 1999 : Prime à la création du Fonds Gratien-Gélinas et à la bourse Louise LaHaye
- 2002 : Boursier du Centre national du livre de France
- 2003 : La médaille du conseil général de Gironde et boursier des Affaires internationales de la ville de Paris
- 2007 : Prix de l'Aide à la création du Centre national du théâtre de France
- Lauréat des Journées d'auteurs des Célestins de Lyon
- Prix du concours Le théâtre pour les jeunes publics et la relève
- Finaliste aux prix littéraires du gouverneur général, prix Odyssée et Prix de la critique[Lequel ?]

## Liste des œuvres

### En tant qu'auteur dramatique
- Titanica, la robe des grands combats (1997)
- Dialogue au fond d’un ruisseau (1998)
- Le Récit des roches (1998)
- Floes (1999)
- Tara au théâtre de l’océan (2001)
- Un petit renard affolé sur l’épaule du génie (2003)
- Magistrat (2004)
- La traite des peaux (2004)
- Stanislas Walter LeGrand (2005)
- D’Alaska (2006)
- L’Espérance de vie des éoliennes (2009)
- La Chevauchée aveugle (2010)
- Musique pour Rainer Maria Rilke (2011)
- La Cantate intérieure (2013)
- Les inventions à deux voix (2019)

### En tant que directeur artistique
- Dans ma maison de papier, j'ai des poèmes sur le feu (2014)
- Warda, coproduction avec le Rideau de Bruxelles (2016)

### Mises en scène(au Québec)
- Floes (2001)
- Titanica, la robe des grands combats (2001)
- Tara au théâtre de l'océan (2003)
- Alaska (2007)
- Cantate intérieure (2015)
- Warda (2018)

### Pièces radiophoniques
- French love song d'Agatha à Jimmy, Radio-Canada en 1998
- La migration des centres, Radio-Canada en 1998